# Gabriel Pedernera
Gabriel Pedernera (Córdoba, Argentina, 19 de marzo de 1986) es un músico, compositor y productor. Es el baterista del grupo Eruca Sativa desde su formación en el año 2007.
Proveniente de una familia ligada al mundo de la música; Pedernera comenzó sus estudios de batería a la edad de ocho años y sintió fascinación por el jazz, rock y el folklore. Después de años de tocar en grupos profesionales, en el 2007 forma el grupo Eruca Sativa junto a Lula Bertoldi (guitarra y  voz) y Brenda Martin (bajo y voz), con los que ha editado hasta la fecha, un total de cuatro trabajos discográficos de estudio y un material en vivo.
También fue baterista de la agrupación De Bueyes entre 2009 y 2011; formada por exintegrantes de la famosa banda de rock fusión Bersuit Vergarabat.

## Discografía

### Eruca Sativa
- La carne (2008)
- Es (2010)
- Blanco (2012)
- Huellas digitales (2014)
- Barro y fauna (2016)
- EP Vivo (2018)
- Seremos Primavera (2019)
- Dopelganga (2022)
- XV En Vivo Obras (2023)
- A Tres Días de la Tierra (2025)

### Colaboraciones (tocando la batería)
- Cosecharán de Armando Flores (2004)
- Misyo de Enrico Barbizi (2005)
- Yo no canto por cantar de Bicho Díaz (2006)
- Tórax de Tórax (2007)
- Más que una yunta de De Bueyes (2009)
- To.Get.her de Ana Free (2013)
- Algo real de Leo García (2013)
- No me dejaste ahí de Corto Plazo (2015)
- Parte De Mi de Soledad Pastorutti (2 canciones) (2020)
- El Amor En Mi Vida de Abel Pintos (2 canciones) (2021)
- Quiero Mejor de Kevin Johansen (2 canciones) (2024)

### Como productor
- Tente en pie de Enrico Barbizi (2007)
- Vaiven de Enrico Barbizi (2011)
- Hijos del mundo de Todo Aparenta Normal (2013)
- Fuego al universo de Connor Questa (2013)
- La histeria argentina de Científicos del Palo (2014)
- Simple de Somnaluba (2015)
- Igual/Distinto de Vetamadre (2016)
- Tiempo Cero de 5ta Del Lobo (2016)
- Mil razones para no dormir de Joystick (2017)
- Reminiscencia de Baires Reach (2017)
- Ciclotímico Amor de Lokesea (2017)
- Lebón & Co de David Lebón (2019)
- Incomunicación de Vetamadre (2019)
- Un Recuerdo de vos y de mi de Rayos Laser (2020) (del disco "El Reflejo")
- Canciones para Decir Adiós de Valeria Gastaldi (2020)
- Titiritero de Soy Rada and the Colibriquis (2022) (del disco "Favorito")
- Geometría de I Griega (2022)
- Desconectados de Mery Granados (2022) (single)
- Lebón & Co 2 de David Lebón (2022)
- Mujer de Albahaca de La Bruja Salguero (2024)